# Escadabius spinicoxa
Escadabius spinicoxa is een hooiwagen uit de familie Escadabiidae.